# 准噶尔婆罗门参
准噶尔婆罗门参（学名：Tragopogon songoricus）为菊科婆罗门参属的植物，为中国的特有植物。分布在哈萨克斯坦、蒙古、俄罗斯以及中国大陆的新疆等地，生长于海拔1,500米至4,200米的地区，一般生长在林缘草地以及荒漠草原，目前尚未由人工引种栽培。